# Protisten
Een protist is een eukaryoot, eencellig organisme dat niet behoort tot het rijk van de dieren, planten of schimmels. De protisten vormen geen natuurlijke groep, maar worden, net als de algen en de ongewervelden, gemakshalve samengevat onder een verzamelterm. De soortenrijkdom van de protisten is erg groot. Bekende groepen protisten zijn amoeben, ciliaten, diatomeeën, oömyceten en foraminiferen.
In sommige verouderde taxonomische classificatiesystemen, zoals de vijf-rijkenverdeling van Robert Whittaker uit 1969, werden de protisten ondergebracht in een apart rijk: de Protista. Levensvormen die van dit rijk deel uitmaken worden gedefinieerd als "eencellige organismen, al dan niet levend in een kolonie, en hun rechtstreekse meercellige verwanten."
Protisten vertonen zeer uiteenlopende levenscycli, wijzen van voortbewegen en cellulaire bouw. In het classificatiesysteem van Lynn Margulis is de term 'protist' voorbehouden aan microscopische organismen, en wordt de naam Protoctista toegepast op een rijk waarvan ook grotere meercellige eukaryoten deel uitmaken, zoals bruinwieren, roodwieren en slijmzwammen. De term 'protist' wordt daarnaast in bredere zin gebruikt en slaat dan op macroscopische organismen die niet passen in de traditionele rijkenverdelingen.
De termen 'protisten' en 'Protoctista' zijn in de moderne cladistiek in onbruik geraakt, omdat ze geen correct beeld geven van evolutionaire verwantschappen. Toch worden de termen vaak nog informeel gebruikt als een verzamelterm voor eencellige, eukaryote micro-organismen. Zo kan het woord 'pathogene protist' elk ziekteverwekkend micro-organisme betekenen, zolang het geen bacterie, virus of metazoa is.

## Geschiedenis
Toen het taxon Protista voor het eerst werd onderscheiden, omvatte het al het leven dat noch dier, noch plant was (schimmels werden toen nog tot de planten gerekend), en omvatte dus al het niet meercellig leven. Sommige problematische meercellige organismen werden soms ook tot de protisten gerekend. Het duurde niet lang voor men een onderscheid ging maken tussen protisten en moneren. De moneren werden later gesplitst in de domeinen van de bacteriën en Archaea. Virussen en viroïden zijn geen cellen en worden volgens de huidige definitie niet tot de protisten, noch tot het leven gerekend.
De protisten waren de verzameling van alle eukaryotische organismen, die niet ondergebracht konden worden binnen de Animalia, Fungi of Plantae. Tegenwoordig is een indeling in supergroepen meer gangbaar geworden. Hierin zijn de protisten als groep verdwenen en de soorten zijn verspreid over alle supergroepen. De schimmels en de dieren komen nu samen met de amoeben, die eencellig zijn, in de supergroep Unikonta.
Een schematisch overzicht met historisch verloop van de omgrenzing van domeinen en supergroepen:
| Linnaeus (1735) 2 rijken | Haeckel (1894) 3 rijken | Whittaker (1969) 5 rijken | Woese (1977) 6 rijken | Woese (1990) 3 domeinen | Cavalier-Smith (1998) 2 domeinen en 6 rijken | Cavalier-Smith (1998) 2 domeinen en 6 rijken | Keeling (2004) 3 domeinen en 5 supergroepen | Keeling (2004) 3 domeinen en 5 supergroepen |
| ------------------------ | ----------------------- | ------------------------- | --------------------- | ----------------------- | -------------------------------------------- | -------------------------------------------- | ------------------------------------------- | ------------------------------------------- |
| Animalia                 | Animalia                | Animalia                  | Animalia              | Eucarya                 | Eukaryota                                    | Animalia                                     | Eukaryota                                   | Unikonta                                    |
| Vegetabilia              | Plantae                 | Fungi                     | Fungi                 | Eucarya                 | Eukaryota                                    | Fungi                                        | Eukaryota                                   | Excavata                                    |
| Vegetabilia              | Plantae                 | Plantae                   | Plantae               | Eucarya                 | Eukaryota                                    | Plantae                                      | Eukaryota                                   | Archaeplastida                              |
| Vegetabilia              | Plantae                 | Protista                  | Protista              | Eucarya                 | Eukaryota                                    | Chromista                                    | Eukaryota                                   | Chromalveolata                              |
| niet behandeld           | Protista                | Protista                  | Protista              | Eucarya                 | Eukaryota                                    | Protozoa                                     | Eukaryota                                   | Rhizaria                                    |
| niet behandeld           | Protista                | Monera                    | Archaebacteria        | Archaea                 | Prokaryota                                   | Bacteria                                     | Archaea                                     | Archaea                                     |
| niet behandeld           | Protista                | Monera                    | Eubacteria            | Bacteria                | Prokaryota                                   | Bacteria                                     | Bacteria                                    | Bacteria                                    |

In de moderne cladistiek bestaat geen equivalent van de groep 'Protista' of 'Protoctista', omdat dit termen zijn die verwijzen naar parafyletische groepen die de hele stamboom van het leven overspannen. Er zijn verschillende supergroepen die gerekend kunnen worden tot de protisten, zoals de Archaeplastida (met alle planten en veel algen), SAR-clade (met protozoa en sommige algen), Excavata (diverse groep eencelligen) en Opisthokonta (waaronder de dieren en schimmels). In alle supergroepen komen protisten voor; de meeste supergroepen bevatten zelfs uitsluitend protisten.

## Voeding
Veel protisten zijn heterotroof (voeding met organische stoffen). Veel protisten kunnen opgeloste organische stoffen over het hele celoppervlak opnemen, vooral de parasitaire eencelligen. Een dergelijke voedingswijze noemt men saprozoïsch.
Echte voedingsorganellen komen voor bij de zich holozoïsch voedende soorten; deze nemen hele organismen of dode delen in hun voedselvacuolen op. Men kan hier vaak spreken van een celmond (cytostoom).
Bij de wortelpotigen wordt het voedsel door schijnvoetjes omhuld. Er kan hier op elke plaats van de celmembraan door middel van fagocytose een voedselvacuole gevormd worden. In de voedselvacuole vindt de vertering plaats.
Daarnaast zijn er veel fotoautotrofe soorten onder de protisten. Enkele groepen algen, die vroeger, en soms nu nog, tot de planten werden gerekend, hebben bladgroen en zijn fotoautotroof (voeding uitsluitend met anorganische stoffen).

## Indeling
De indeling van de protisten verandert nog steeds. In nieuwe indelingen worden monofyletische groepen gevormd op basis van moleculaire biologie. Van de drie takken vermoedt men dat uit hun afstammelingen respectievelijk de schimmels, de planten en de dieren zijn ontstaan. Dit feit – dat sommige van haar afstammelingen tot een andere clade worden gerekend – maakt de classificatie parafyletisch. Zij wordt bijgevolg in de moderne systematiek niet meer gebruikt; de protisten zijn verdeeld over verschillende supergroepen):

### Diplomonada en Parabasala
Protisten uit de stammen Diplomonada en Parabasala hebben geen plastiden, en hun mitochondria hebben geen DNA, er vindt geen oxidatieve fosforylering plaats en enzymen die nodig zijn voor de citroenzuurcyclus ontbreken. De meeste soorten leven in anaerobe omstandigheden.
Diplomonada hebben twee gelijkvormige celkernen en meerdere flagellen. Een bekend voorbeeld van een diplomonadum is de parasiet Giardia lamblia, bij mensen de veroorzaker van giardiasis.
Parabasala bevat ook de soort Trichomonas vaginalis, een bewoner van de vagina. De T. vaginalis kan infecties veroorzaken die seksueel overdraagbaar zijn.

### Euglenozoa
De Euglenozoa worden gekenmerkt door een kristallijn staafje in hun flagellen. Deze groep is erg gevarieerd. De meest bestudeerde groepen zijn de Kinetoplastida en de Euglenozoa.
Kinetoplastida hebben een groot mitochondrion dat een grote DNA-structuur bevat die een kinetoplast wordt genoemd. Deze groep omvat niet alleen protisten die leven van prokaryoten in water, zee en andere vochtige ecosystemen, maar ook soorten die parasiteren op dieren, planten en op andere protisten. Kinetoplastiden van het geslacht Trypanosoma veroorzaken bijvoorbeeld slaapziekte, een ziekte die overgebracht wordt door de Afrikaanse tseetseevlieg. De ziekte van Chagas wordt ook veroorzaakt door protisten uit dit geslacht.
Euglenozoa hebben een of twee flagellen. Wat ook kenmerkend is voor deze groep is de aanwezigheid van paramylon, een polymeer van glucose. Een voorbeeld is het Euglena. Dit organisme is vaak te vinden in poelwater, bekeken onder de microscoop.

### Alveolata
De Alveolata zijn te herkennen aan membraan-omringde zakjes net onder het celmembraan: de alveoli. De functie van deze zakjes is nog onbekend.
Dinoflagellaten zijn aanwezig in fytoplankton en worden gekenmerkt door hun flagellen, die zo zijn geplaatst dat de dinoflagellata draaien als ze door het water bewegen.
Apicomplexa of Sporozoa zijn parasieten bij dieren, en sommige daarvan veroorzaken ernstige ziekten. Ze worden gekenmerkt door een complex dat gespecialiseerde organellen bevat om gastheercellen of weefsels binnen te dringen: de apex. Tot deze groep behoort ook Plasmodium, de parasiet die malaria veroorzaakt.
Ciliophora of Ciliata worden zo genoemd om hun gebruik van cilia om te bewegen en te eten. De Ciliata hebben 2 kernen: een micronucleus en een macronucleus. Een macronucleus bevat vaak meerdere kopieën van het genoom van de cel. Een bekend voorbeeld is het pantoffeldiertje (Paramecium).

### Stramenopila
De tak Heterokontae = Stramenopila = Chromista wordt gekenmerkt door de harige flagella (pilos is Latijn voor haar).
Tot deze groep behoren onder andere
- Stam: Oömycota (Waterschimmels)
- Stam: Chrysophyta (Goudwieren)
- Stam: Xanthophyta
- Stam: Phaeophyta (Bruinwieren)
- Stam: Bacillariophyta = Diatomeeën (Kiezelwieren)